# Keller Easterling
Keller Easterling es una arquitecta, urbanista, escritora y docente estadounidense.

## Biografía
Inició sus estudios en la Universidad de Princeton y recibió clases de arquitectura e historia en la Nueva Escuela de Diseño Parsons, en el Instituto Pratt y en la Universidad de Columbia. Se desempeña como docente de arquitectura en la Universidad de Yale. También ha escrito textos sobre urbanismo y arquitectura.
Su último libro, Extrastatecraft: The Power of Infrastructure Space (Verso, 2014) analiza la infraestructura como punto determinando de un conjunto de reglas ocultas que "estructuran el espacio a nuestro alrededor". Uno de sus libros anteriores, Organization Space: Landscapes, Highways and Houses in America, aplica la teoría de red a la discusión de la infraestructura estadounidense y los formatos de desarrollo regional. Easterling es autora del libro Call It Home: The House That Private Enterprise Built sobre planeamiento urbanístico.
En el 2008 fue una de las 100 diseñadoras escogidas por los prominentes arquitectos suizos Jacques Herzog y Pierre de Meuron en comisión para un proyecto de construcción de una villa, organizado por el artista chino Ai Weiwei en Ordos, Mongolia, como parte de un distrito cultural construido por el magnate Cai Jiang.

## Publicaciones seleccionadas
- Ed., with David Mohney. Seaside: Making a Town in America. New York, N.Y.: Princeton Architectural Press, 1991.
- American Town Plans: A Comparative Time Line. New York, N.Y.: Princeton Architectural Press, 1993.
- Organization Space: Landscapes, Highways, and Houses in America. Cambridge, Mass.: MIT Press, 1999.
- Enduring Innocence: Global Architecture and its Political Masquerades. Cambridge, Mass.: MIT Press, 2005.
- The Action Is The Form. Victor Hugo's TED Talk. London: Strelka Press, 2012. ASIN B0085JSC44
- Extrastatecraft: The Power of Infrastructure Space. Verso, 2014.